# Freddie Lewis (cestista 1943)
Frederick L. Lewis, detto Freddie (Huntington, 1º luglio 1943), è un ex cestista e allenatore di pallacanestro statunitense, professionista nella NBA e nella ABA.

## Carriera
È stato selezionato dai Cincinnati Royals al decimo giro del Draft NBA 1966 (88ª scelta assoluta).

## Statistiche
| † | Denota una stagione in cui ha vinto il titolo ABA |
| * | Primo nella lega                                  |
| * | Record                                            |

### ABA-NBA

#### Regular season
| Anno            | Squadra                    | PG  | PT | MP   | TC%  | 3P%  | TL%  | RP  | AP  | PRP | SP  | PP   |
| --------------- | -------------------------- | --- | -- | ---- | ---- | ---- | ---- | --- | --- | --- | --- | ---- |
| 1966-1967       | Cincinnati Royals (NBA)    | 32  |    | 10,4 | 39,2 |      | 70,7 | 1,4 | 1,3 |     |     | 4,7  |
| 1967-1968       | Indiana Pacers (ABA)       | 76  |    | 38,4 | 42,1 | 21,6 | 79,8 | 5,8 | 2,4 |     |     | 20,6 |
| 1968-1969       | Indiana Pacers             | 78  |    | 39,2 | 44,0 | 26,5 | 82,2 | 4,8 | 4,4 |     |     | 20,3 |
| 1969-1970†      | Indiana Pacers             | 81  |    | 35,5 | 42,1 | 26,6 | 79,0 | 3,4 | 3,6 |     |     | 16,4 |
| 1970-1971       | Indiana Pacers             | 81  |    | 37,5 | 44,1 | 30,4 | 80,7 | 4,1 | 5,3 |     |     | 18,8 |
| 1971-1972†      | Indiana Pacers             | 77  |    | 35,2 | 42,8 | 31,0 | 86,1 | 4,2 | 4,7 |     |     | 15,4 |
| 1972-1973†      | Indiana Pacers             | 72  |    | 30,8 | 43,6 | 34,5 | 82,2 | 3,2 | 4,0 |     |     | 14,9 |
| 1973-1974       | Indiana Pacers (ABA)       | 78  |    | 27,7 | 39,8 | 18,1 | 83,1 | 2,6 | 4,1 | 1,3 | 0,1 | 9,9  |
| 1974-1975       | Memphis Sounds (ABA)       | 6   |    | 37,8 | 40,5 | 16,7 | 93,8 | 3,3 | 3,2 | 1,7 | 0,0 | 17,7 |
| 1974-1975       | Spirits of St. Louis (ABA) | 63  |    | 40,7 | 47,6 | 27,9 | 84,0 | 3,9 | 5,5 | 2,2 | 0,0 | 22,6 |
| 1975-1976       | Spirits of St. Louis (ABA) | 74  |    | 30,6 | 42,3 | 29,2 | 81,7 | 2,9 | 4,0 | 1,5 | 0,1 | 14,8 |
| 1976-1977       | Indiana Pacers (NBA)       | 32  |    | 17,3 | 40,7 |      | 80,5 | 1,5 | 1,8 | 0,6 | 0,1 | 7,0  |
| Carriera ABA    | Carriera ABA               | 686 |    | 35,0 | 43,3 | 28,0 | 81,9 | 3,9 | 4,2 | 1,6 | 0,1 | 17,0 |
| Carriera NBA    | Carriera NBA               | 64  |    | 13,8 | 40,1 |      | 77,1 | 1,4 | 1,5 | 0,6 | 0,1 | 5,8  |
| Carriera Totale | Carriera Totale            | 750 |    | 33,2 | 43,2 | 28,0 | 81,7 | 3,7 | 4,0 | 1,5 | 0,1 | 16,0 |

#### Massimi in carriera
Regular season
- Massimo di punti in ABA: 43 (3 volte)
- Massimo di punti in NBA: 29 vs Kansas City Kings (5 novembre 1976)
- Massimo di rimbalzi in ABA: 14 vs Los Angeles Stars (7 dicembre 1969)
- Massimo di rimbalzi in NBA: 7 vs Boston Celtics (7 dicembre 1966)
- Massimo di assist in ABA: 17 vs San Diego Conquistadors (22 gennaio 1975)
- Massimo di assist in NBA: 6 vs San Francisco Warriors (29 ottobre 1966)
- Massimo di palle rubate in ABA: 5 (2 volte)*
- Massimo di palle rubate in NBA: 2 (2 volte)*
- Massimo di stoppate in ABA: 1 (2 volte)*
- Massimo di stoppate in NBA: 1 (2 volte)*

(* tenendo conto dei dati ABA al momento disponibili e che le statistiche di queste categorie vennero registrate sistematicamente solo dalla stagione ABA 1973-1974 e NBA 1973-1974)

#### Play-off
| Anno            | Squadra                    | PG  | PT | MP   | TC%  | 3P%  | TL%  | RP  | AP  | PRP | SP  | PP   |
| --------------- | -------------------------- | --- | -- | ---- | ---- | ---- | ---- | --- | --- | --- | --- | ---- |
| 1967            | Cincinnati Royals (NBA)    | 3   |    | 3,0  | 44,4 |      | 0,0  | 1,3 | 0,0 |     |     | 2,7  |
| 1968            | Indiana Pacers (ABA)       | 3   |    | 38,7 | 42,9 | 0,0  | 96,6 | 6,3 | 2,3 |     |     | 23,3 |
| 1969            | Indiana Pacers             | 17* |    | 42,8 | 44,0 | 29,4 | 87,2 | 4,1 | 4,6 |     |     | 24,1 |
| 1970†           | Indiana Pacers             | 14  |    | 38,0 | 38,0 | 35,7 | 83,6 | 4,1 | 3,9 |     |     | 20,4 |
| 1971            | Indiana Pacers             | 11  |    | 34,9 | 36,4 | 13,0 | 75,7 | 4,4 | 4,7 |     |     | 9,9  |
| 1972†           | Indiana Pacers             | 20* |    | 40,3 | 44,1 | 20,6 | 85,2 | 4,1 | 4,4 |     |     | 19,2 |
| 1973†           | Indiana Pacers             | 18  |    | 35,4 | 39,2 | 22,2 | 86,3 | 3,7 | 5,1 |     |     | 15,5 |
| 1974            | Indiana Pacers (ABA)       | 14  |    | 39,1 | 44,1 | 31,6 | 86,6 | 3,6 | 4,4 | 1,7 | 0,1 | 17,4 |
| 1975            | Spirits of St. Louis (ABA) | 9   |    | 44,8 | 48,3 | 33,3 | 82,2 | 5,1 | 2,9 | 1,8 | 0,1 | 26,2 |
| Carriera ABA    | Carriera ABA               | 106 |    | 39,2 | 42,4 | 24,6 | 85,2 | 4,1 | 4,3 | 1,7 | 0,1 | 19,0 |
| Carriera NBA    | Carriera NBA               | 3   |    | 3,0  | 44,4 |      | 0,0  | 1,3 | 0,0 |     |     | 2,7  |
| Carriera Totale | Carriera Totale            | 109 |    | 38,2 | 42,4 | 24,6 | 85,2 | 4,0 | 4,2 | 1,7 | 0,1 | 18,6 |

#### Massimi in carriera
Play-off
- Massimo di punti in ABA: 40 vs Utah Stars (18 aprile 1974)
- Massimo di rimbalzi in ABA: 12 (2 volte)
- Massimo di assist in ABA: 13 vs Kentucky Colonels (28 aprile 1973)
- Massimo di palle rubate in ABA: 6 vs San Antonio Spurs (1º aprile 1974)*
- Massimo di stoppate in ABA: 1 (2 volte)*

(* tenendo conto dei dati ABA al momento disponibili e che le statistiche di queste categorie vennero registrate sistematicamente solo dalla stagione ABA 1973-1974)

## Palmarès
- Campionato ABA: 3 (record condiviso con Mel Daniels, Roger Brown e Billy Keller)

Indiana Pacers: 1970, 1972, 1973
- ABA Playoffs MVP (1972)
- ABA All-Star Game: 4

1968, 1970, 1972, 1975
- ABA All-Star Game MVP (1975)
- Secondo per numero di tiri liberi realizzati nella storia dell'ABA (3.063)
- Giocatore con il maggior numero di tiri liberi realizzati nella storia dei Playoff ABA (548)
- Sesto miglior marcatore di sempre ABA
- Secondo miglior marcatore di sempre per numero di punti segnati nei Playoff ABA
- Quarantesimo migliore rimbalzista di sempre ABA
- Quarto per numero di assist di sempre ABA
- Tredicesimo miglior giocatore per palle rubate di sempre ABA
- Terzo giocatore con il maggior numero di partite giocate nella storia dell'ABA (686)
- Secondo giocatore con il maggior numero di minuti giocati nella storia dell'ABA (24.038)
- Giocatore con il maggior numero di minuti giocati nella storia dei Playoff ABA (4.151)
- Nono giocatore con il maggior numero di tiri da tre messe a segno nella storia dell'ABA (275)
- ABA All-Time Team